# Greenbrier (Arkansas)
Greenbrier ist eine Stadt mit dem Status City im Faulkner County im US-amerikanischen Bundesstaat Arkansas mit 5707 Einwohnern (Stand: 2020).

## Geographie
Greenbrier liegt 20 Kilometer nördlich von Conway und 80 Kilometer nordwestlich von Little Rock. Der U. S. Highway 65 verläuft in Nord-Süd-Richtung durch Greenbrier.

## Geschichte

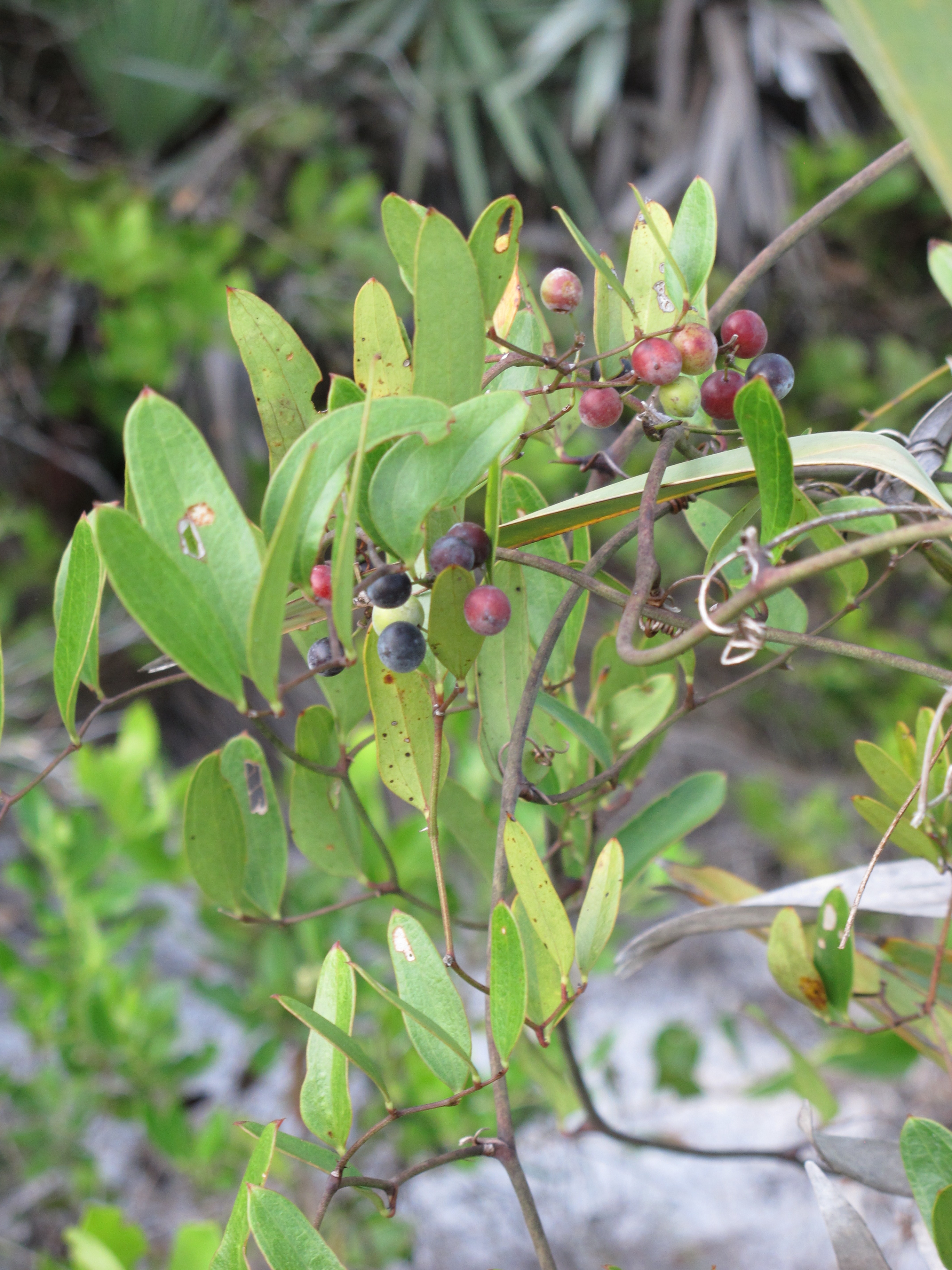
Stechwinde
(Smilex laurifolia) (engl. Laurel greenbrier)

Die Ureinwohner der Region waren die Quapaw und später die Cherokeeindianer. Erste Siedler kamen 1818 in die Gegend und nannten den Ort nach dem Mitbürger Henderson Moore Mooresville. Als 1857 ein Postamt öffnete, wurde der Ort jedoch in Greenbrier umbenannt. Dieser Name wurde gewählt, weil in der Umgebung sehr umfangreiche und für die Region charakteristische Populationen von Stechwinden (Smilax) (englisch: greenbrier) wuchsen.  Hauptlebensgrundlage der Einwohner war die Landwirtschaft, und es wurden Pfirsich, Äpfel und Baumwolle angebaut.
Noch heute existieren in Greenbrier viele historisch wertvolle Gebäude aus der Gründerzeit, die in der Liste der Einträge im National Register of Historic Places im Faulkner County aufgeführt sind. Dies sind: das Dennis and Christine Garrison House, das James and Jewell Salter House, das Merritt House, das S. D. Merritt House und das Spears House.
Aufgrund der landschaftlich reizvollen Lage mit den nahe gelegenen Seen Lake Bennett, Brewer Lake, Lake Conway und Greers Ferry Lake ist der Ort heute auch touristisch aktiv. In der Nähe befindet sich außerdem der Woolly Hollow State Park sowie ein 1990 gegründetes über 330 Acres großes Schutzgebiet, in dem Elefanten gehalten werden. Viele in Conway, dem Verwaltungssitz (County Seat) des Faulkner County arbeitende Menschen wohnen als Pendler in Greenbrier.

## Demografische Daten
Im Jahr 2012 wurde eine Einwohnerzahl von 4992 Personen ermittelt, was eine Zunahme um 64,1 % gegenüber 2000 entspricht. Das Durchschnittsalter lag 2012 mit 30,6 Jahren deutlich unterhalb des Wertes von Arkansas, der 42,2 Jahre betrug. In Greenbrier leben wegen eines attraktiven Schulsystems viele in der Ausbildung befindliche Jugendliche. 10,0 % der heutigen Bewohner gehen auf Einwanderer aus Deutschland zurück. Weitere nennenswerte Zuwanderungsgruppen während der Anfänge des Ortes kamen zu 11,7 % aus Irland und zu 7,7 % aus England.